# オリヴィア・L・クレメンス

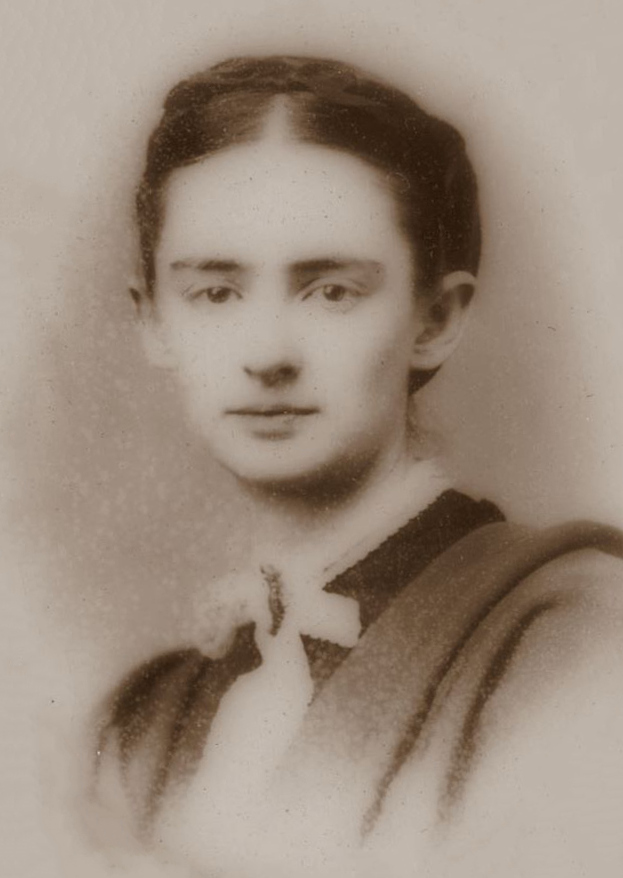
オリヴィア・L・クレメンズ（1869年撮影）

オリヴィア・ラングドン・クレメンズ（英: Olivia Langdon Clemens、1845年11月27日 - 1904年6月5日）はアメリカ人作家マーク・トウェイン（サミュエル・ラングホーン・クレメンズ）の妻である。

## 幼少期
オリヴィアは1845年ニューヨーク州エルマイラで父ジェーヴィス・ラングドン、母オリヴィア・ルイス・ラングドンの間で生まれた。父ジェーヴィスは裕福な石炭のビジネスマンであった。家族は信心深く奴隷解放論者であった。オリヴィアは家庭での教育とサーストンズ女子神学校（Thurston’s Female Seminary）、及びエルマイラ女子大学（Elmira Female College）で学んだ。彼女の健康状態は良くなく彼女の十代のうちおよそ6年間を病床で過ごした。彼女は結核性骨髄炎かあるいは脊椎(せきつい)カリエスを患っていたようであり、大人になっても健康状態は向上しなかった。

## 恋愛と結婚
彼女は彼女の兄チャールズを通して1867年12月にサムエル・クレメンズ（マーク・トウェイン）に会い、最初のデートはニューヨークでチャールズ・ディケンズの読書であった。クレメンスは1868年の間手紙で彼女をしきりに誘った。彼女は彼からの最初のプロポーズを断ったものの、2ヶ月後（1868年11月）には婚約を承諾した。彼らは1870年2月にエルマイラで結婚した。